# Michałowo
Michałowo è un comune rurale polacco del distretto di Białystok, nel voivodato della Podlachia.
Ricopre una superficie di 409,19 km² e nel 2004 contava 7 383 abitanti.